# Bordzjomi
Bordzjomi (georgiska: ბორჯომი) är en stad och kurort i centrala Georgien med 10 546 invånare (2014). Den ligger invid floden Kura. I Bordzjomi tillverkas det internationellt kända mineralvattnet med samma namn. I Georgien är Bordzjomi synonymt med mineralvatten på samma sätt som Ramlösa i Sverige. Inte långt från Bordzjomi ligger skidorten Bakuriani. Bordzjomi ansökte om att få arrangera de olympiska vinterspelen 2014, men blev inte utvald som någon av de tre finalisterna.